# Guarlford
Guarlford – wieś w Anglii, w hrabstwie Worcestershire, w dystrykcie Malvern Hills. Leży 11 km na południe od miasta Worcester i 162 km na północny zachód od Londynu.